# Марлант, Якоб ван
Якоб ван Марлант (нидерл. Jacob van Maerlant, ок. 1230—1240 — ок. 1288—1300) — фламандский поэт XIII века, один из наиболее ярких представителей средневековой голландской литературы.

## Биография

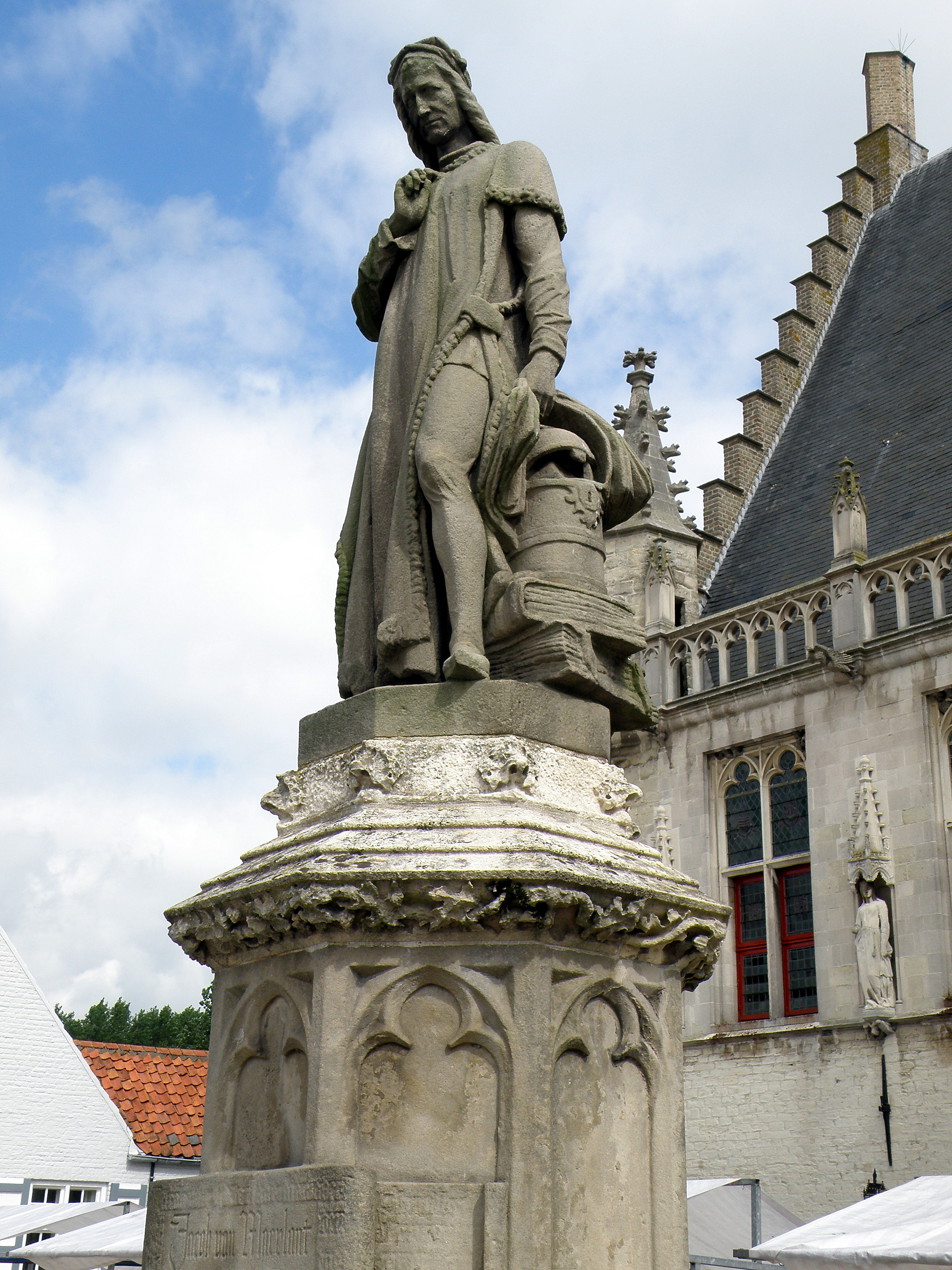
Памятник Якобу ван Марланту в Дамме, скульптор Хендрик Пикери

О биографии Якоба ван Марланта сохранилось мало достоверных сведений. Неизвестны точная дата и год его рождения, различные источники упоминают даты в промежутке от 1225 до 1240 годов. Исследования языка его произведений, выполненные голландскими лингвистами А. Бертелоот и Э. ван ден Бергом, позволяют утверждать, что ван Марлант, вероятнее всего, родился в Дамме, недалеко от Брюгге. Происхождение его фамилии объясняется следующим образом: Марлант (Maerlant, от Mare-land, буквально — «земля на море») было названием залива в общине Остворне, входившей в графство Голландия (в XIV веке гавань Maerlant исчезла с географических карт, став частью города Брилле). Приблизительно в 1261 году будущий поэт служил кистером в церкви Сен-Мартен, находившейся возле залива Марлант, и взял себе второе имя по названию залива. Примерно с 1266 года ван Марлант жил в Дамме, где, по некоторым данным, занимал должность чиновника в городском управлении. Также неизвестны точная дата и место его смерти. Предположительно, он умер в Дамме в период с 1288 по 1300 годы; наиболее вероятной датой смерти считается 1288 год.
Литературную деятельность ван Марлант начал в 1260-х годах с обработки популярных в то время рыцарских романов; свои сочинения он писал на старофранцузском, а также средненидерландском, в значительной мере способствуя его становлению как литературного языка. Так, перу ван Марланта принадлежат три произведения Артуровского цикла: Torec — роман о Ланселоте, и два романа на основе сюжетов произведений Робера де Борона — Historie van den Grale и Boec van Merline, которые посвящены Иосифу Аримафейскому и Мерлину соответственно. Первым значительным произведением ван Марланта стала Historie van Troyen (1264) — перевод с французского «Романа о Трое» Бенуа де Сент-Мора объёмом примерно 40 тысяч стихотворных строк.
Со второй половины 1260-х ван Марлант уделяет большое внимание написанию исторических и естественнонаучных сочинений, а также просвещению фламандской и голландской знати. Его труд Heimelicheit der Heimelicheden (1266) является переводом руководства для воспитания принцев Secretorum Secreta, авторство которого на протяжении раннего средневековья приписывалось Аристотелю, который был наставником Александра Македонского. Трактат ван Марланта «Цветы природы» (Van der Naturen Bloeme, около 1262-66) представляет собой вольный перевод естественнонаучного трактата брабантского философа и богослова Томаса ван Кантимпре в 12 томах. В «Цветах природы» ван Марлант последовательно рассказывает о человеке, четвероногих животных, птицах, рыбах и других морских существах, рептилиях, насекомых, деревьях, лекарственных травах, источниках, драгоценных камнях и металлах, при этом порядок расположения статей в книгах приближен к алфавитному в соответствии с их названиями на латинском языке.
Его «Рифмованная Библия» (Rijmbijbel) является переводом труда Historia scholastica Петра Коместора, в котором ван Марлант сделал большое количество пропусков и сокращений.
Ван Марлант также является автором агиографических сочинений, среди которых — «Жизнь святого Франциска» (Leven van St. Franciscus) перевод с латинского труда Бонавентуры. Крупнейший по объёму труд ван Марланта — «Зерцало истории» (Spiegel Historiael), посвящённый графу Голландии и Зеландии Флорису V. Эта книга представляет собой хронику мировой истории в стихотворной форме и является переводом (со значительными купюрами) «Зерцала исторического» (лат. Speculum historiale) Винсента из Бове. Ван Марлант начал работу над «Зерцалом истории» в 1283 году, но не успел завершить работу при жизни.
Среди произведений ван Марланта известны также Die Clausule van der Bible, Der Kerken Clage, подражание поэме «Complainte» французского трувера Рютбёфа, и поэтическая трилогия о Мартине (Wapene Martijn, Dander Martijn и Derden Martijn), в которых рассматриваются вопросы теологии и этики. Несмотря на то, что ван Марлант был католиком по вероисповеданию, в своих произведениях он высмеивал католическое духовенство за сребролюбие и продажность, а также, по некоторым сведениям, был привлечён к ответственности церковными властями за перевод Ветхого Завета на нидерландский язык.

## Память
В 1839 году культурно-просветительское общество Société d'émulation de Bruges организовало раскопки в Дамме с целью найти место захоронения ван Марланта, но эти работы не увенчались успехом. Одновременно с этим начался сбор средств на установку памятника поэту, который предполагалось открыть в 1841 году; кроме того, выдвигалась идея назвать в честь ван Марланта один из первых бельгийских локомотивов, но она не нашла поддержки.
Памятник ван Марланту в Дамме был открыт в 1869 году, работа скульптора из Брюгге Хендрика Пикери. В 1893 году на южной башне собора Богоматери (Onze-Lieve-Vrouw-Hemelvaartkerk) была установлена мемориальная доска в честь ван Марланта, также работы Х. Пикери.
В 2005 году ван Марлант занял 182-е место в списке величайших бельгийцев.
В Дамме действует музей Марланта.

## Публикации
- Alexanders Geesten (1260)
- Historie van den Grale (1261)
- Boec van Merline (1261)
- Roman van Torec (1262)

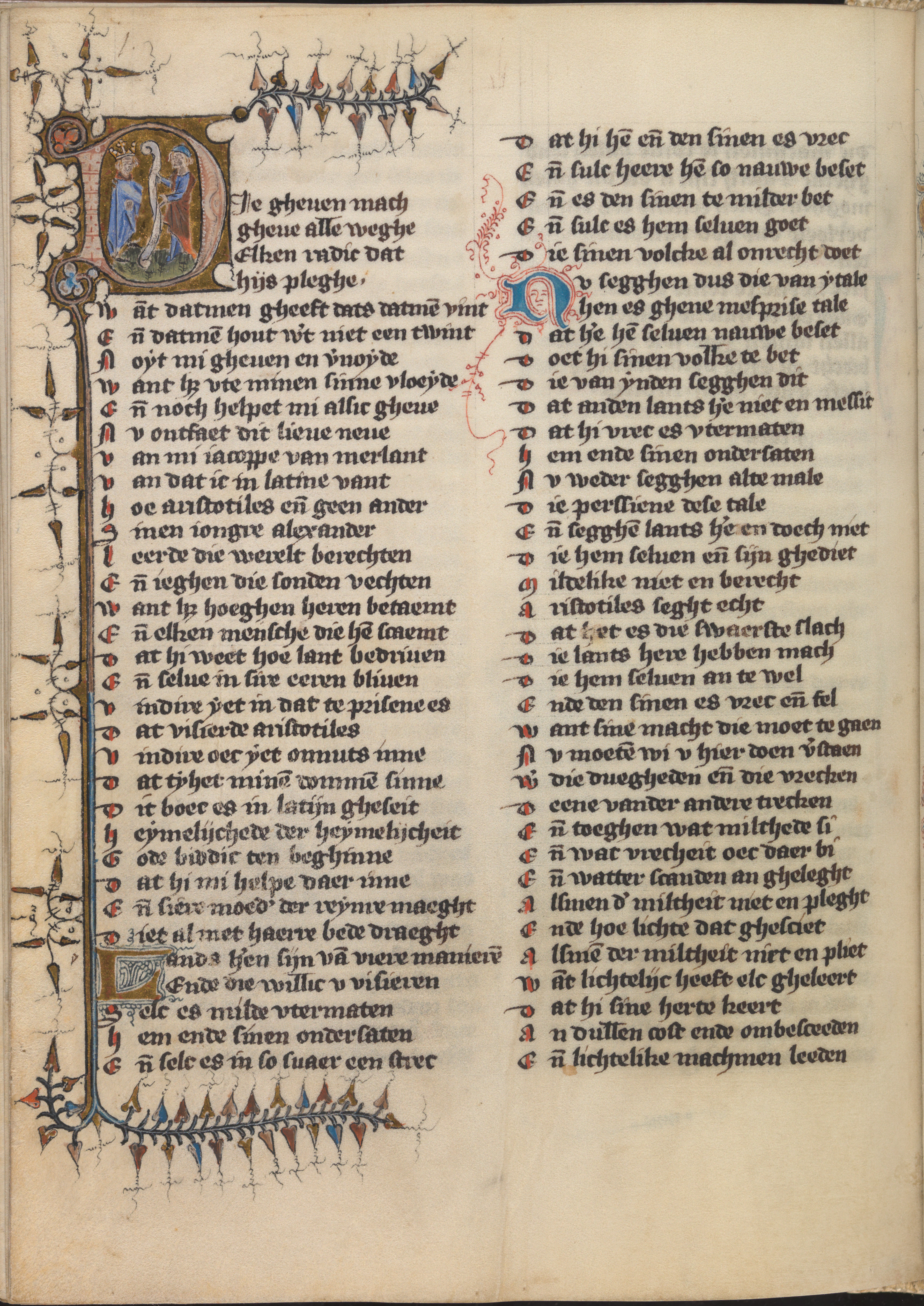
Die Heimelicheit der heimelicheden, KB 76 E 5, 061v

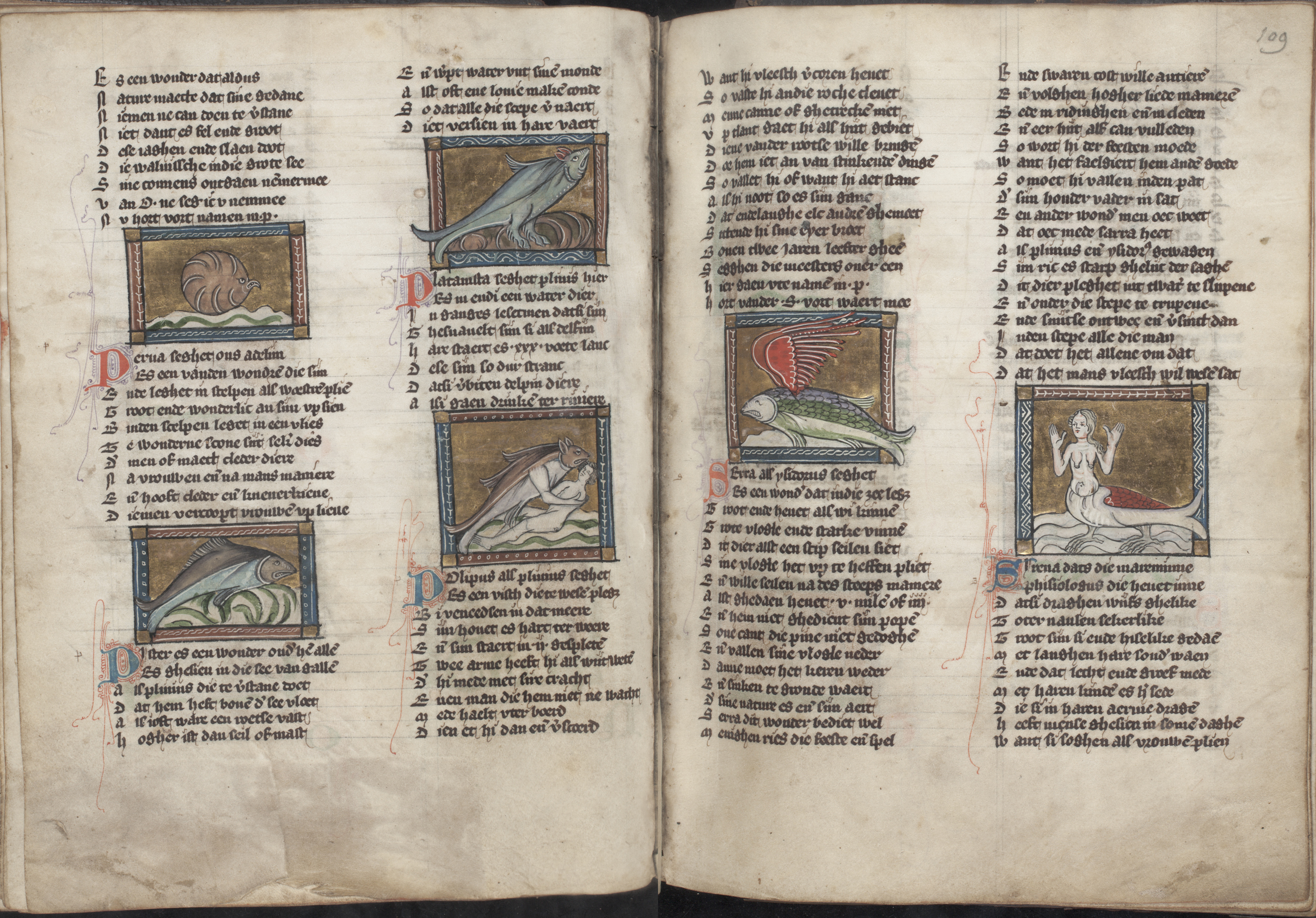
Der naturen bloeme, KB KA 16

- Lapidarys и Sompniarys (1261 и 1264)
- Historie van Troyen (1264)
- Heimelijcheit der Heimelijcheden (1266)
- Der naturen bloeme (1270)
- Historia Scolastica oder Rijmbijbel (1271)
- Sinte Franciscus Leven (1275)
- Spieghel historiael (1285)